# Musée du moudjahid de Batna
Le musée du moudjahid de Batna (ar : متحف المجاهد لولاية باتنة) est un musée situé au sud-est de la ville de Batna, près du Cimetière des Martyrs (algériens combattants ou non morts durant la guerre d'Algérie) dédié aux évènements de la guerre d'Algérie qui se sont déroulés dans la région.
Il a été inauguré le 22 mars 1997.

## Histoire
L’idée de la construction du musée provient de la wilaya de Batna, de la daïra de Batna et de l’organisation des enfants de chouhadas de la wilaya de Batna dans les années 1980. Ce projet a été envisagé en même temps que les projets de l’école régionale des beaux-arts de Batna et de l'institut régional de formation musicale de Batna, et d'un monument pour les Martyrs d’une hauteur de 80 m dans lequel seront inscrit la liste des victimes algériennes de la région durant la guerre d'Algérie de 1954 à 1962.
Mais en raison des difficultés économiques de la commune au début des années 1990, le projet n’a pas pu se concrétiser. La salle d’exposition de 780 m2 a été inaugurée le 22 mars 1997.
En mai 2002, des travaux pour l’extension du musée ont été entamés et inaugurés en novembre 2004.

## Collection

### Salle d’exposition
La salle d’exposition comporte une grande collection de photos historiques et quelques tableaux sur des thèmes liés au Mouvement national algérien pour l'indépendance.

### Première galerie
La première galerie représente la chronologie de l’histoire algérienne en photo avec des commentaires sur les évènements les plus importants. Les périodes des œuvres vont du début de l'Algérie jusqu'au 1er novembre 1954, date de révolution algérienne.

### Deuxième galerie
La deuxième galerie situe une autre période de l’histoire algérienne, allant de 8 mai 1945 à aujourd'hui.